# Yekaterina Tour
Yekaterina Yuríevna Tour (en ruso: Екатерина Юрьевна Тур, 24 de agosto de 1989, Leningrado, Óblast de Leningrado, RSFSR, URSS) es una médico ruso, terapeuta psicosomático, neuropsicólogo, pediatra, especialista en asma bronquial y EPOC. Fundador de tres comunidades psicosomáticas en Rusia, así como autor de meditaciones psicosomáticas, profesor y fundador del método de meditación Mindfulness Meditation of Conscious Concentration.
Autor de artículos científicos e investigaciones en el campo de la meditación y del sistema de gestión de la inteligencia emocional y psicosomática Reenergia. Miembro de la Sociedad Rusa de Psicología (RPS) y de la Sociedad de Psicología de San Petersburgo.

## Biografía
Nació el 24 de agosto de 1989 en Leningrado. Después de graduarse en el instituto, en 2012 ingresó en la Universidad Médica Pediátrica Estatal de San Petersburgo del Ministerio de Sanidad de la Federación Rusa, especializándose en pediatría.

## Carrera profesional
De 2014 a 2019 trabajó y se formó en investigación en el campo de la neuropsicología y la psicosomática, participó en el estudio RESPECT de EE. UU. y Bélgica en San Petersburgo para detectar la EPOC y el asma bronquial como diagnosticador funcional. En 2016 obtuvo la Beca Presidencial por su contribución al desarrollo de tecnologías médicas científicas.
Graduado del Instituto Nacional de Investigación de Educación Profesional Complementaria en 2020, neuropsicología con el título de "Neuropsicólogo". Ese mismo año, Catherine obtuvo el diploma rojo en terapia psicosomática y corporal, así como un diploma en psicosomática pediátrica.
En 2021 se recicló profesionalmente en psicosomática y psicoterapia corporal, luego fundó Mindfulness Meditation of Conscious Concentration. En 2022, recibió formación en psicosomática y el enfoque Gestalt en el espectro de las enfermedades psicosomáticas en la unidad de cuidados intensivos. ВEse mismo año, concedió una entrevista al canal de televisión Vesti.RU, en la que habló sobre si la meditación puede tener el mismo efecto que los antidepresivos.
En diciembre de 2022, Katya explicó a Focus News cómo funciona el mecanismo de neuroautoprogramación:

La autoprogramación es un proceso de consecución de objetivos basado en una actitud positiva y acciones regulares en una dirección determinada.

Son las conexiones inconscientes las responsables de dar vida a los deseos y objetivos a largo plazo a través de patrones de comportamiento inconsciente.
Самопрограммирование — это процесс достижения цели, основанный на позитивном настрое и регулярных действиях в определенном направлении.

Именно бессознательные связи отвечают за воплощение долгосрочных желаний и целей в жизнь через модели неосознанного поведения
Yekaterina Tour

En marzo de 2023, participó en una entrevista con RIA Novosti en la que habló sobre el estrés, en qué se diferencia el estrés agudo del crónico y cómo afrontarlo. En mayo del mismo año, Ekaterina declaró a la publicación rusa Gazeta.ru que la psicosomática y el estrés son la causa de enfermedades frecuentes en los niños.En 2023, Ekaterina participó en una entrevista con el periódico ruso RBC, en la que habló sobre quiénes son los coléricos y cómo comunicarse correctamente con ellos.

En las relaciones románticas, a los coléricos les suele gustar tener un papel de liderazgo, es importante para ellos tener el control de la situación. Para comunicarse con éxito con un colérico, es importante tener en cuenta su necesidad de respeto e independencia. Y la honestidad y la franqueza son elementos clave para comunicarse con ellos.
В романтических отношениях холерикам обычно нравится быть в роли лидера, им важно контролировать ситуацию. Чтобы успешно общаться с холериком, важно учитывать его потребность в уважении и независимости. А честность и прямота - ключевые элементы общения с ними
Yekaterina Tour

## Premios y nominaciones
- Ganador de la Beca Presidencial a la Contribución al Desarrollo de Tecnologías Médicas Científicas (2016)[20]

## Libros
- Meditation method in psychotherapeutic practice (2023)